# خوسيه ألبرتو دوس ريس
خوسيه ألبرتو دوس ريس (بالبرتغالية: Jose Alberto dos Reis‏) هو محامي برتغالي، ولد في 1 نوفمبر 1875، وتوفي في 12 ديسمبر 1955.

## وصلات خارجية
- خوسيه ألبرتو دوس ريس على موقع مونزينجر (الألمانية)